# Stöckse
Stöckse er en kommune med knap 1.450 indbyggere (2012) beliggende øst for Nienburg i Landkreis Nienburg/Weser i den tyske delstat Niedersachsen.

## Geografi
Stöckse er en del af Samtgemeinde Steimbke og ligger midt i statsskoven „Krähe“ mellem bydelen Langendamm i Nienburg og Steimbke.